# Johan Gustaf Sandberg
Johan Gustaf Sandberg (Estocolmo, 13 de mayo de 1782-ibídem, 26 de junio de 1854) fue un destacado pintor sueco conocido por sus cuadros históricos y de mitología nórdica.

## Biografía
Su padre era chambelán real y estudió en la Real Academia Sueca de las Artes. Tras completar sus estudios, siguió formándose en la academia antikskola, donde dibujaba esculturas clásicas. Asimismo al mismo tiempo estudiaba solfeo e impartió clases musicales para costearse sus estudios.
Más tarde su director de la Academia (1845-1853).
Se casó con la pianista Sofia Dorothea Kökeritz en 1824 y tuvieron tres hijas.